# Project Blue Earth SOS
Project Blue Earth SOS (ProjectBLUE 地球SOS, ProjectBLUE Chikyū SOS) est une série d'anime japonaise comprenant six épisodes. La licence d'exploitation américaine est détenue par A.D. Vision.

## Source
- (en) Cet article est partiellement ou en totalité issu de l’article de Wikipédia en anglais intitulé « Project_Blue_Earth_SOS » (voir la liste des auteurs).